# Station Dziewięć Włók
Station Dziewięć Włók is een spoorwegstation in de Poolse plaats Dziewięć Włók.